# Höhbeck
Höhbeck är en kommun i Landkreis Lüchow-Dannenberg i förbundslandet Niedersachsen i Tyskland. Kommunen bildades 1 juli 1972 genom en sammanslagning av de tidigare kommunerna Brünkendorf, Pevestorf, Restorf och Vietze.
Kommunen ingår i kommunalförbundet Samtgemeinde Gartow tillsammans med ytterligare fyra kommuner.